# 都留市立図書館
都留市立図書館（つるしりつとしょかん）は、山梨県都留市にある都留市立の図書館である。
都留市まちづくり交流センター内にあり、そのうち2階・3階が本図書館である。

## サービス
- 開館時間
  - 火・水・木曜日　9:30～19:00　※３階（幼児・情報フロア）は17時15分まで
  - 金・土・日曜日　9:30～17:15
- 休館日
  - 月曜日・祝祭日・年末年始・月末整理日等
- 都留文科大学附属図書館との相互貸出[2]
- 山梨県立図書館の広域返却サービス

## 交通
- 富士山麓電気鉄道富士急行線谷村町駅から徒歩10分

## 沿革
（特記のない限り、都留の今昔による）
- 1954年（昭和29年）9月18日 - 中町横山宅洋館に市立図書館を設置
- 1959年（昭和34年）7月1日 - 谷村織物協同組合を借間して移転
- 1962年（昭和37年）5月1日 - 職業安定所跡へ移転
- 1975年（昭和50年）11月1日 - 文化会館（現・都留市まちづくり交流センター）内に市立図書館を移転